# Pepê & Neném (álbum)
Pepê & Neném é o álbum de estreia de dupla Pepê & Neném, lançado em 1999, vendendo mais de 100 mil cópias no Brasil, sendo certificado com Disco de Ouro pela ABPD.

## Faixas
1. Mania de Você
2. Você Me Faz Sentir Feliz
3. Quero Ter Você Aqui
4. Na Maior
5. Mais uma Vez
6. O que Pode Ser
7. Me Apaixonei por Você
8. Posso Ser Sua
9. O Problema é que Eu Só Sei Te Amar
10. Nossa Verdade
11. Você Me Conquistou
12. Perdendo o Jogo
13. Alguém para Estar do Lado
14. Mania de Você (Remix)